# شيريي روبرتس
شيريي روبرتس (بالإنجليزية: Cherie Roberts)‏ هي مصورة وعارضة أمريكية، ولدت في 8 ديسمبر 1978 في أوكلاند في الولايات المتحدة.